# Glaucopsyche xerces

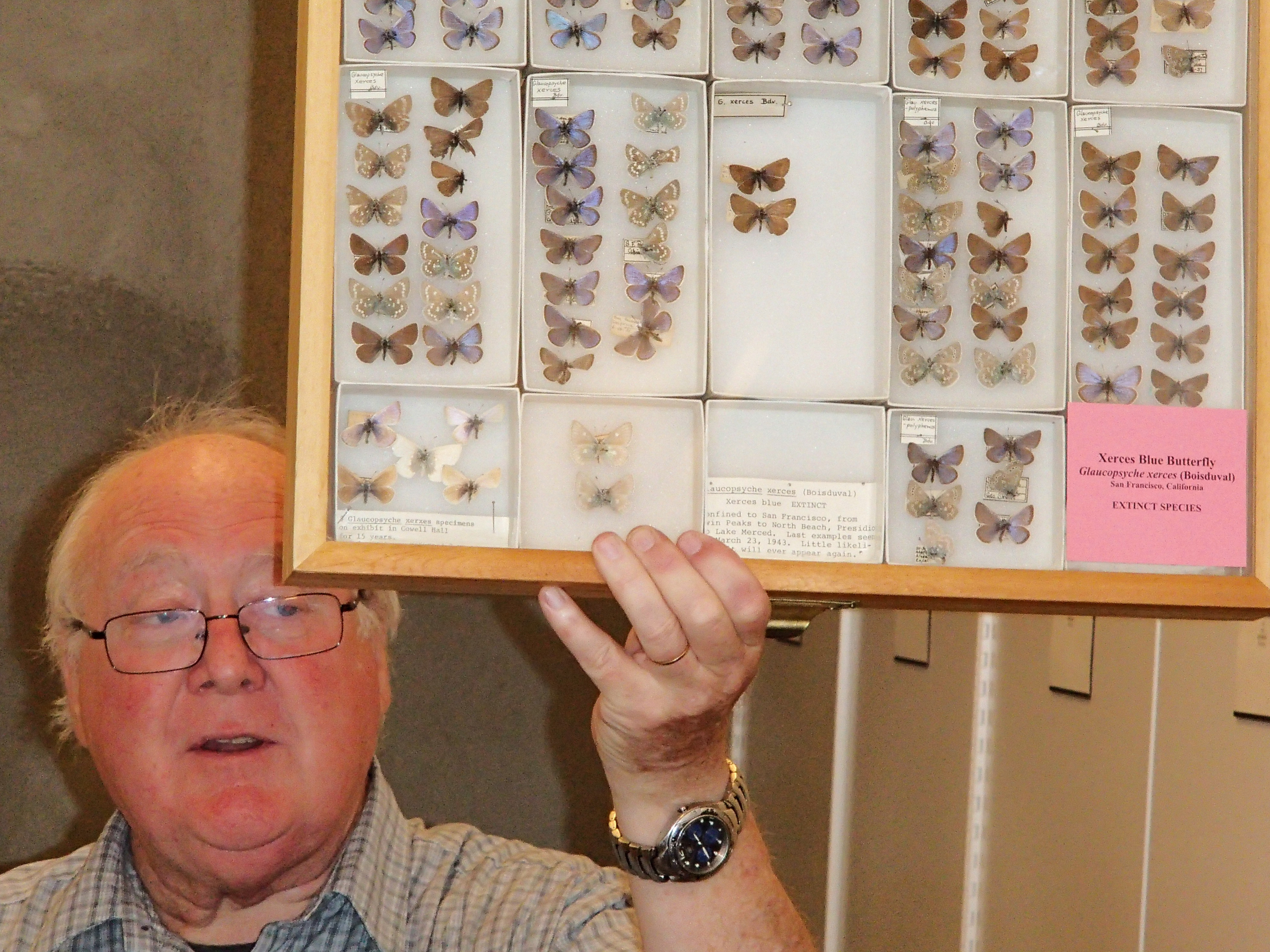
Especímenes en Academia de Ciencias de California

El Xerces azul (Glaucopsyche xerces) es una especie extinta de mariposa en la familia Lycaenidae. La especie vivía en las dunas de arena costeras del distrito Sunset de la península de San Francisco. Se cree que Glaucopsyche xerces es la primera especie de mariposa estadounidense en extinguirse como resultado de pérdida de hábitat causada por el desarrollo urbano. El último Glaucopsyche xerces se vio en 1941 o 1943 en terrenos que forman parte de Golden Gate National Recreation Area.
Los especímenes preservados se encuentran en Academia de Ciencias de California, Museo de Entomología de Bohart y el Museo de Historia Natural de Harvard.
La especie se describió y documentó por primera vez en 1852. Se caracterizó por alas azules con manchas blancas.
Las mariposas se alimentaban de vegetación perteneciente a los géneros Lotus y Lupinus. Se cree que la pérdida de la planta  Lotus  de la que se alimentaba la mariposa en sus etapas larvarias es una de las razones de la extinción de Glaucopsyche xerces. La planta no pudo sobrevivir en los suelos perturbados debido al desarrollo humano, y ya no estaba disponible para el Xerces azul. Lupin, la otra fuente de alimento vegetal de Xerces azul no era adecuada para las etapas Larvales.
Se están realizando esfuerzos para restablecer las mariposas relacionadas en el antiguo hábitat de Glaucopsyche xerces. El "azul de Palos Verdes" (Glaucopsyche lygdamus palosverdesensis), que se considera un primo de Los Ángeles de los Xerces, está siendo criado en laboratorios. También se ha descubierto una nueva subespecie tipo Xerces del azul plateado (Glaucopsyche lygdamus).

## Nombre
El nombre específico deriva de la ortografía francesa de "Jerjes", el nombre Griego de los reyes persas Jerjes I y Jerjes II del siglo V a. C. Un grupo conservacionista de invertebrados en peligro de extinción conocido como la Xerces Society lleva el nombre del Xerces azul.